# 金祥站
金祥站（福州話：/kiŋ˥˥ suoŋ˥˧/）位于中华人民共和国福建省福州市仓山区金祥路与金榕南路交叉口东侧，是福州地铁2号线的地铁车站，也是2号线首个开工的站点，于2019年4月26日启用。

## 车站结构
金祥站位于金祥路下方，站位呈东西走向，主体结构为单柱双跨地下二层车站，地下一层为站厅层，地下二层为站台层，岛式站台。
| 地面层   | 出入口                               |  | 出入口               |
| 地下一层 | 站厅                                 |  | 票务服务、自动售票机 |
| 地下二层 | 1                                    |  | 2号线 往苏洋（金山） |
| 地下二层 | 岛式站台，列车运行方向左侧的车门开启 |  |                      |
| 地下二层 | 2                                    |  | 2号线 往洋里（祥坂） |

### 出入口
| 金祥站出入口信息            | 金祥站出入口信息 | 金祥站出入口信息 | 金祥站出入口信息               |
| --------------------------- | ---------------- | ---------------- | ------------------------------ |
|                             |                  |                  |                                |
| 编号                        | 设施             | 位置             | 接驳交通                       |
| 出口 · A                    |                  | 车站东北角       | 金山体育场                     |
| 出口 · C                    |                  | 车站西南角       | 金山体育场、榕城广场、为民路口 |
| 出口 · D                    |                  | 车站东南角       | 金山体育场、仓山区委、建新     |
| 注： 设有电梯 \| 设有卫生间 |                  |                  |                                |

## 历史
- 2014年8月1日，金祥站开始围挡施工。[2]
- 2016年1月15日，省住建厅在对福州、厦门6个城市轨道交通在建工程进行专项督查时发现金祥站模版支架存在重大隐患，责令其拆除重搭；[3]1月20日，金祥站回应已按要求全线重新更换搭设。[4]
- 2016年3月15日，金祥站盾构机准备下井开挖区间隧道。[5]
- 2016年5月5日，金祥站主体结构封顶，是地铁2号线首个封顶站点。[6]
- 2016年8月28日，金祥站至祥坂站区间左线盾构始发。[7]
- 2019年4月26日，金祥站启用。[1]